# Палкіно (Антроповський район)
Палкіно (рос. Палкино) — село в Антроповському районі Костромської області Російської Федерації.
Населення становить 1028 осіб. Входить до складу муніципального утворення Палкинське сільське поселення.

## Історія
У 1936-1944 року населений пункт перебував у складі Ярославської області. Від 1944 належить до Костромської області.
Від 2007 року входить до складу муніципального утворення Палкинське сільське поселення.

## Населення
| 1959 | 2008  | 2010 | 2014  |
| ---- | ----- | ---- | ----- |
| 1351 | ↘1029 | ↘872 | ↗1028 |